# إن (نهر)
نهر إِن (بالألمانية: Inn) (باللاتينية: Aenus) نهر أوروبي يمر من سويسرا والنمسا وألمانيا. ينبع من جبال الألب السويسرية ويتجه شرقا ليصب في الدانوب في ألمانيا عند مدينة باساو بطول 517 كم.